# Felipe Caicedo
Felipe Caicedo, właśc. Felipe Salvador Caicedo Corozo (ur. 5 września 1988 roku w Guayaquil, Ekwador) – ekwadorski piłkarz grający na pozycji skrzydłowego lub napastnika w saudyjskim klubie Abha Club.

## Kariera
Caicedo swoją karierę zaczynał w ekwadorskim klubie Rocafuerte FC. Właśnie z tamtego klubu przeszedł do FC Basel z którym podpisał kontrakt obowiązujący 3 lata. W barwach FC Basel Jednak już po dwóch latach jego osobą zgłosiły zainteresowania największe kluby Europy takie jak Real Madryt, Chelsea, Manchester United czy Manchester City. Felipe wybrał jednak Manchester City i właśnie tam w 31 stycznia 2008 roku przeszedł za kwotę 5.2 mln funtów (9 mln euro). Przechodząc do City był porównywany do Adriano – silny, masywny, dobrze grający głową. Przypuszczano, że to on będzie podstawowym napastnikiem The Citizens, ale Caicedo rozegrał jedynie 11 meczów, strzelając 2 bramki. W sezonie 2007/2008 był on tylko zmiennikiem nowych napastników takich jak Jô (CSKA Moskwa), Robinho (Real Madryt) czy Shaun Wright-Phillips (Chelsea). Felipe został w cieniu swoich nowych kolegów z drużyny.
W 2009 roku został wypożyczony do Sportingu, gdzie rozegrał 7 spotkań. W styczniu 2010 roku trafił natomiast do Málagi. W 2010 roku został wypożyczony do Levante UD.

## Reprezentacja
W reprezentacji Ekwadoru Caicedo zadebiutował w 2005 roku.